# 福島県道304号大橋五百川停車場線
福島県道304号大橋五百川停車場線（ふくしまけんどう304ごう おおはしごひゃくがわていしゃじょうせん）は、福島県安達郡大玉村から本宮市に至る一般県道である。

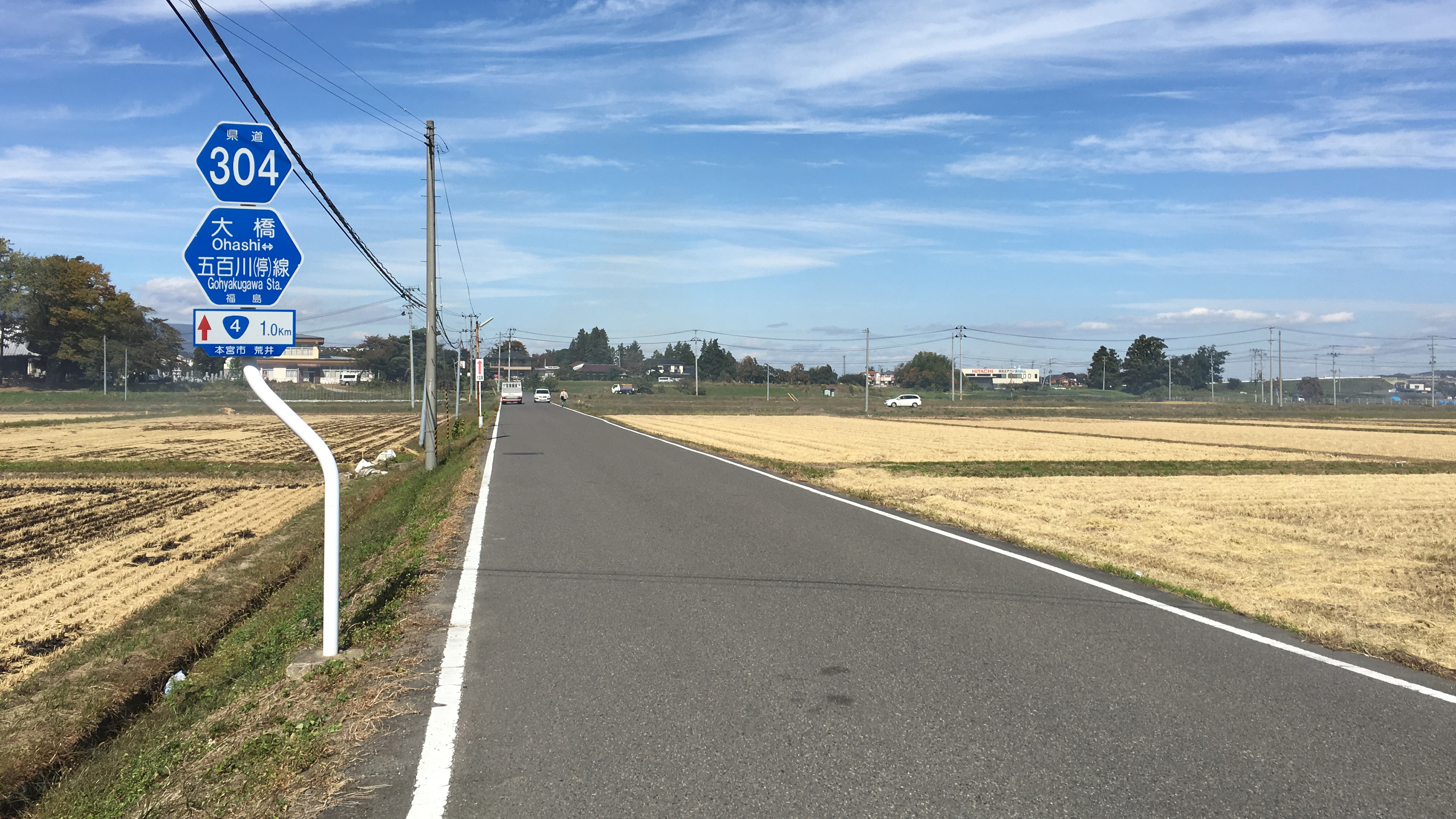
本宮市荒井付近
（2015年10月15日）

## 路線概要
- 起点：安達郡大玉村玉井字大橋247-1
- 終点：本宮市荒井字新介（JR東北本線 五百川駅前）
- 総延長：11.103km
  - 実延長：10.583㎞[1]

### 重用区間
- 福島県道146号石筵本宮線（安達郡大玉村玉井字町尻～字反田）

## 沿革
- 1959年8月31日 - 福島県により県道路線に認定される[2]。
- 2017年11月24日 - 路線を重用する福島県道146号石筵本宮線の経路変更により従来重用していた大玉村玉井字午房内から字町尻までの1.1㎞が当路線の単独区間となり、字町尻から字反田までの0.4㎞が新しく重用区間となる[3]

## 通過する自治体
- 安達郡大玉村 － 本宮市

## 接続・交差する道路
- 大玉村内
  - 福島県道30号本宮土湯温泉線（ミドルライン）（玉井字大橋 起点）
  - 福島県道146号石筵本宮線 本宮市街地方面（玉井字町尻）
  - 福島県道146号石筵本宮線 三ツ森ダム方面（玉井字反田）
- 本宮市内
  - 福島県道8号本宮熱海線（旧越後街道）（荒井字久保田）
  - 国道4号（荒井字関畑）

## 沿線
- 大玉村立玉井小学校・幼稚園
- 大玉村民テニスコート
- あだたらふるさとホール
- 東北自動車道安達太良サービスエリア下り線
- 本宮市青田公民館
- 佐川急便郡山支店
- エイトタウン本宮
- JR五百川駅